# Percorso tattile

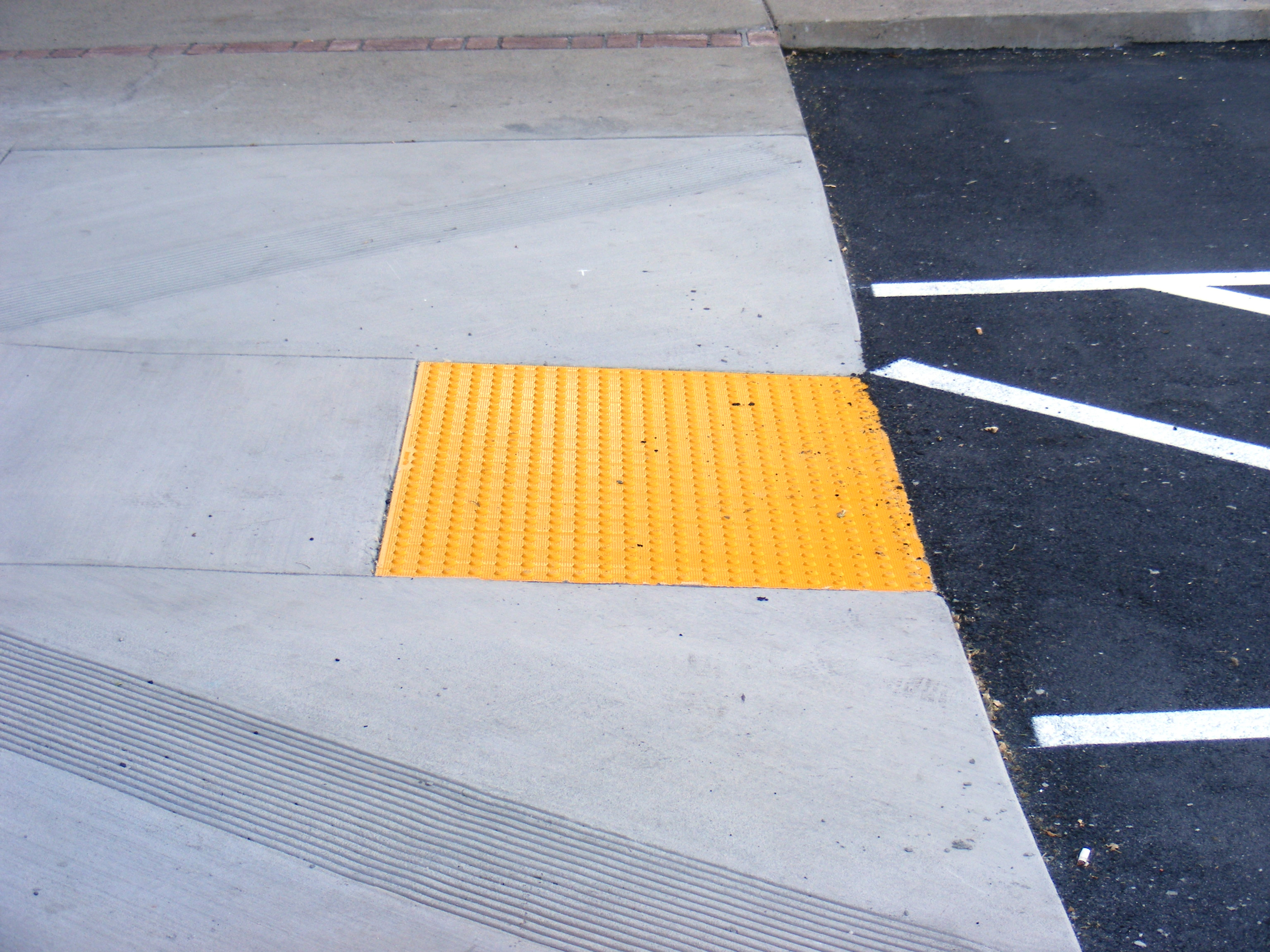
Percorso tattile riconoscibile dalla colorazione gialla

Un percorso tattile (o pista tattile) è un tipo di pavimentazione stradale che permette l'orientamento per non vedenti o ipovedenti e il riconoscimento di luoghi di pericolo quali rampe, scale o intersezioni.
Gli avvertimenti tattili sono rilevabili da un lungo bastone o sotto i piedi, grazie alla presenza di un bassorilievo sulle superfici capestabili. Le forme utilizzate per sagomare le pavimentazioni possono essere di diverse tipologie (cupole, coni o barre troncate) e sono utilizzate dai non vedenti per ottenere avvertimenti sulla presenza di strade, superfici pericolose o cambiamenti di pendenza. C'è disaccordo tra i progettisti e la comunità degli utenti sul fatto che l'installazione di questi tipi di ausili all'interno degli edifici possano causare un rischio di inciampo.
Un sistema di pavimentazione tattile è stato istituito per la prima volta in Giappone negli anni 1960 in corrispondenza di attraversamenti pedonali e altre situazioni stradali pericolose, sono state adottate in tutto il mondo a partire dagli anni 1990.
In Italia il sistema di percorsi tattili è codificato nel linguaggio LVE (Loges-Vet-Evolution).

## Codici tattili
Esistono 6 codici certificati dall'INAIL 
- Direzione rettilinea
- Arresto / pericolo
- Svolta obbligata a 90°
- Attenzione / Servizio
- Incrocio a "+" o a "T"
- Pericolo valicabile

### Codice di arresto o pericolo

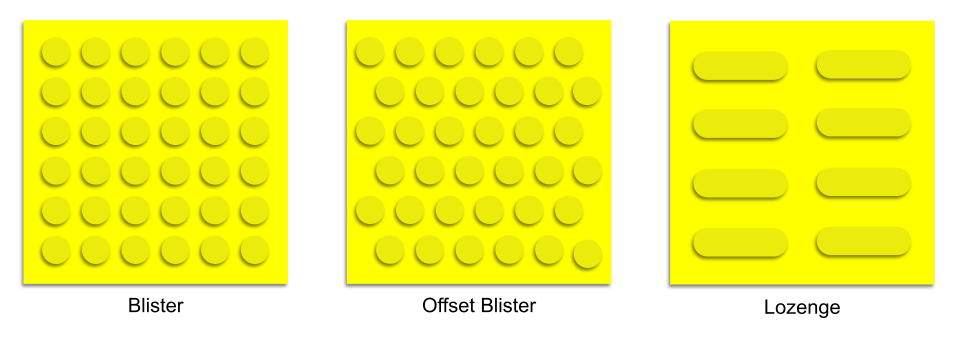
Varianti degli avvisi di blocchi: blister, blister sfalsato e losanga

Questi sono utilizzati per gli attraversamenti pedonali. Lo scopo della superficie del blister è quello di fornire un avvertimento alle persone ipovedenti che altrimenti, in assenza di un cambiamento di altezza >25 mm, avrebbero difficoltà a distinguere tra dove finisce il marciapiede e dove inizia la carreggiata. La superficie è quindi una caratteristica di sicurezza essenziale per questo gruppo di utenti della strada nei punti di attraversamento pedonale in cui il marciapiede è a filo con la carreggiata, per consentire agli utenti su sedia a rotelle di attraversare senza ostacoli. Il profilo della superficie tattile del blister è costituito da file di blister dalla sommità piatta disposti in un motivo quadrato.

### Codice di direzione

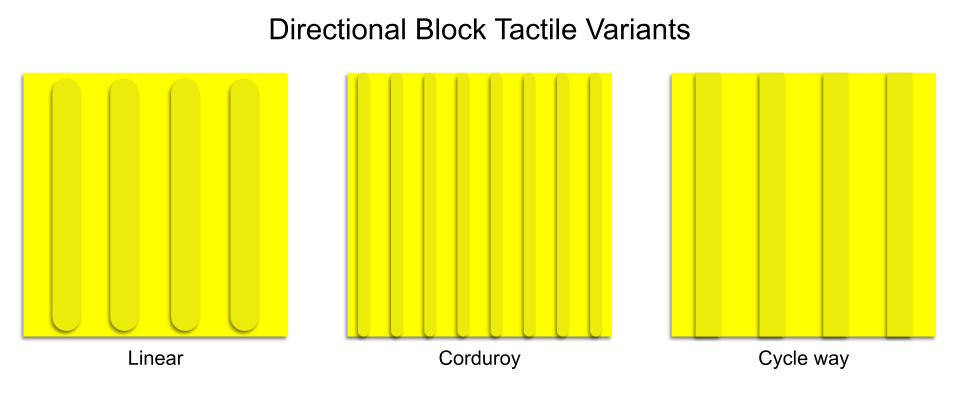
Diagram showing various directional variants of tactile paving (linear, corduroy, & cycle way).

Lo scopo della superficie del percorso di guida è guidare le persone ipovedenti lungo un percorso quando i segnali tradizionali, come un confine di proprietà o il bordo di un marciapiede, non sono disponibili. Può anche essere utilizzato per guidare le persone intorno agli ostacoli, ad esempio l'arredo urbano in un'area pedonale. La superficie è stata progettata in modo che le persone possano essere guidate lungo il percorso camminando sulla superficie tattile o mantenendo il contatto con un lungo bastone bianco.
La guida tattile comprende una serie di barre rialzate e piatte che corrono nella direzione di marcia dei pedoni. Le barre sono alte 5,5 ± 0,5 mm, larghe 35 mm e distanziate di 45 mm l'una dall'altra. Si raccomanda che il percorso di guida tattile sia di colore contrastante con l'area circostante, per assistere le persone ipovedenti. La superficie di guida è consigliata per l'uso nelle seguenti circostanze:
- Dove non esiste la guida tradizionale data da un marciapiede standard tra il confine di proprietà e la carreggiata
- Dove i pedoni devono essere guidati intorno agli ostacoli
- Dove un numero di persone ipovedenti deve trovare una posizione specifica e nei terminal dei trasporti per guidare le persone tra le strutture.

## Galleria d'immagini

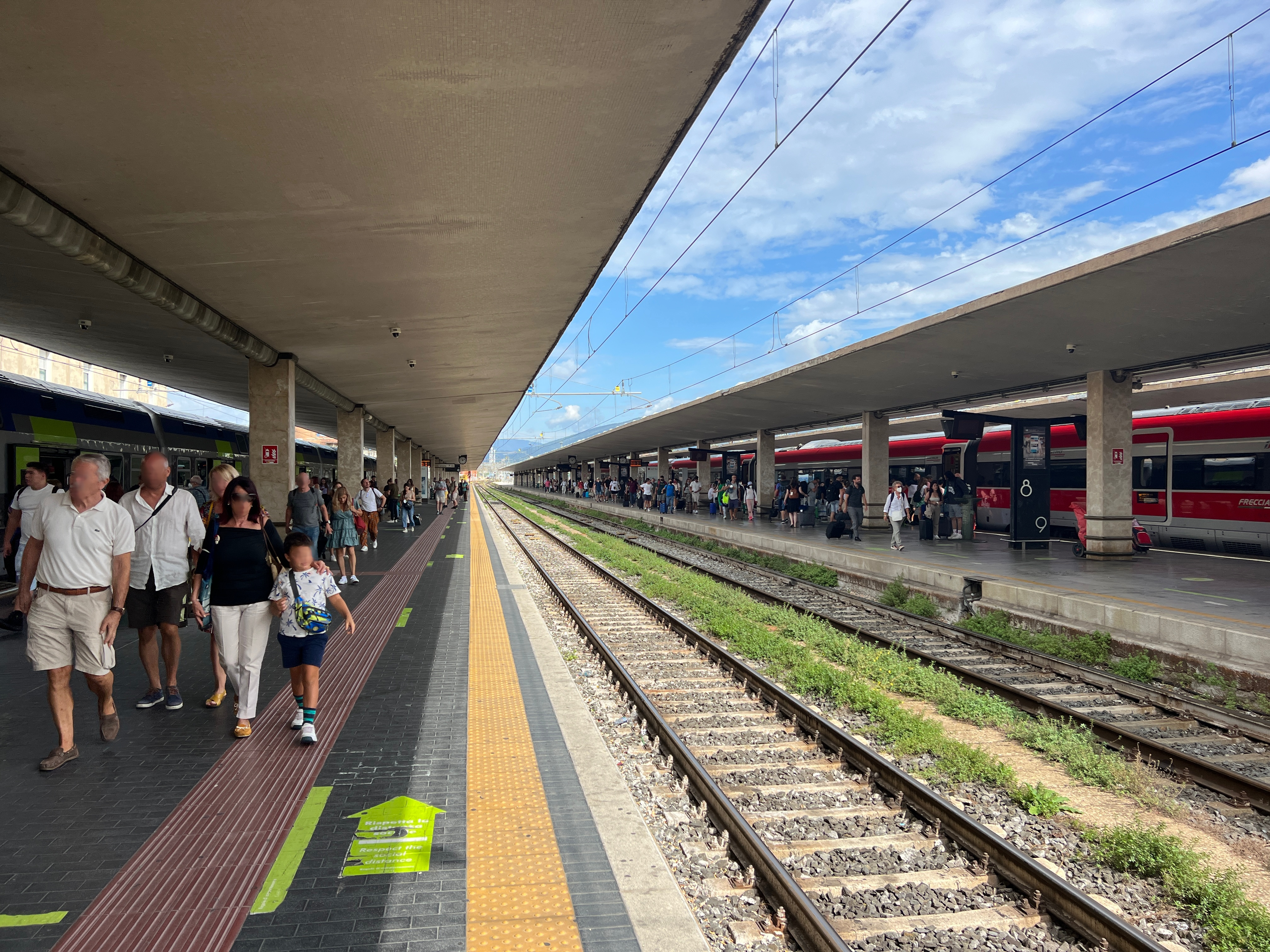
Esempio di percorso tattile ad alto contrasto sulla banchina della stazione di Firenze Santa Maria Novella
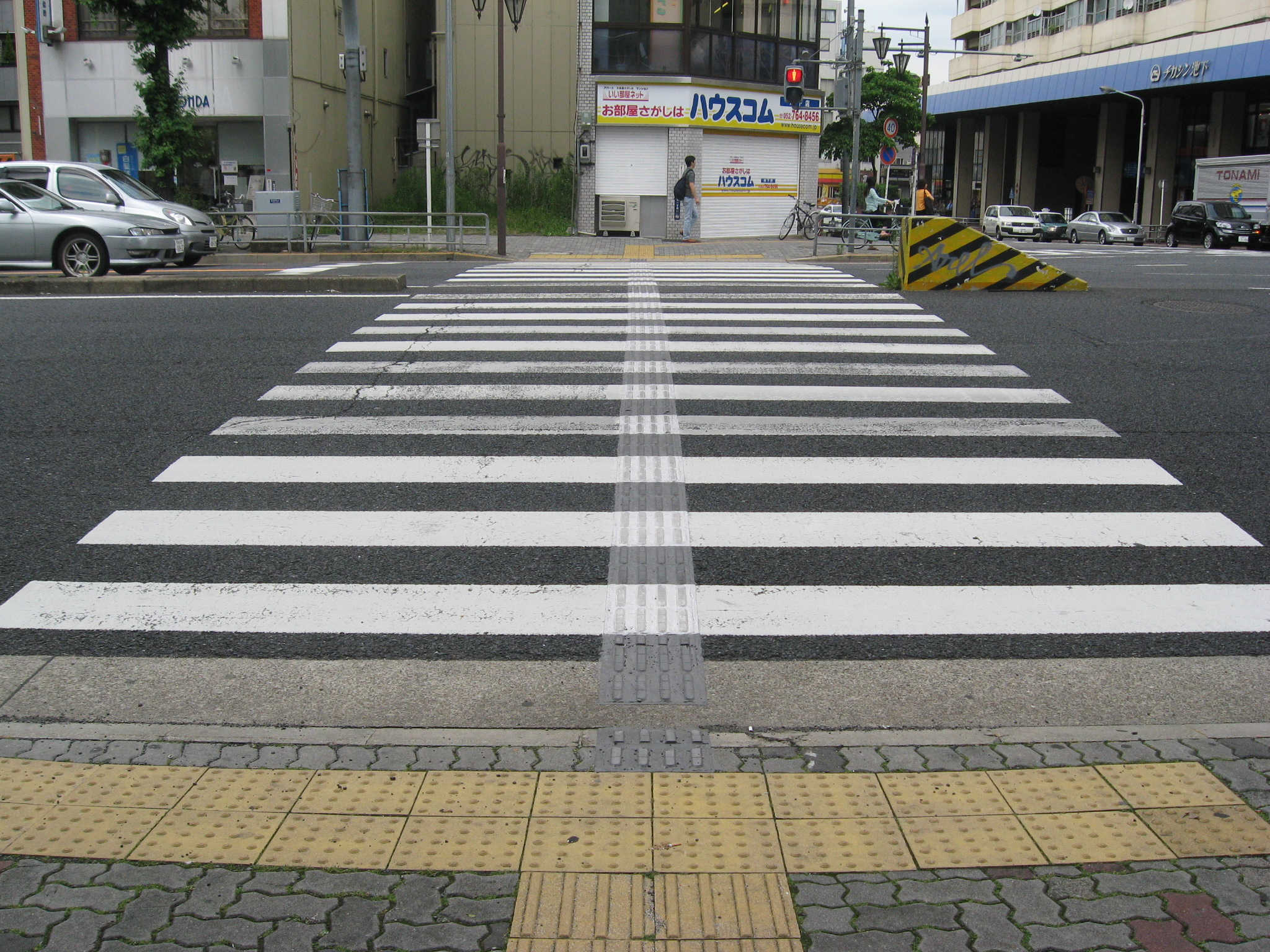
Percorso tattile di un attraversamento pedonale in Giappone
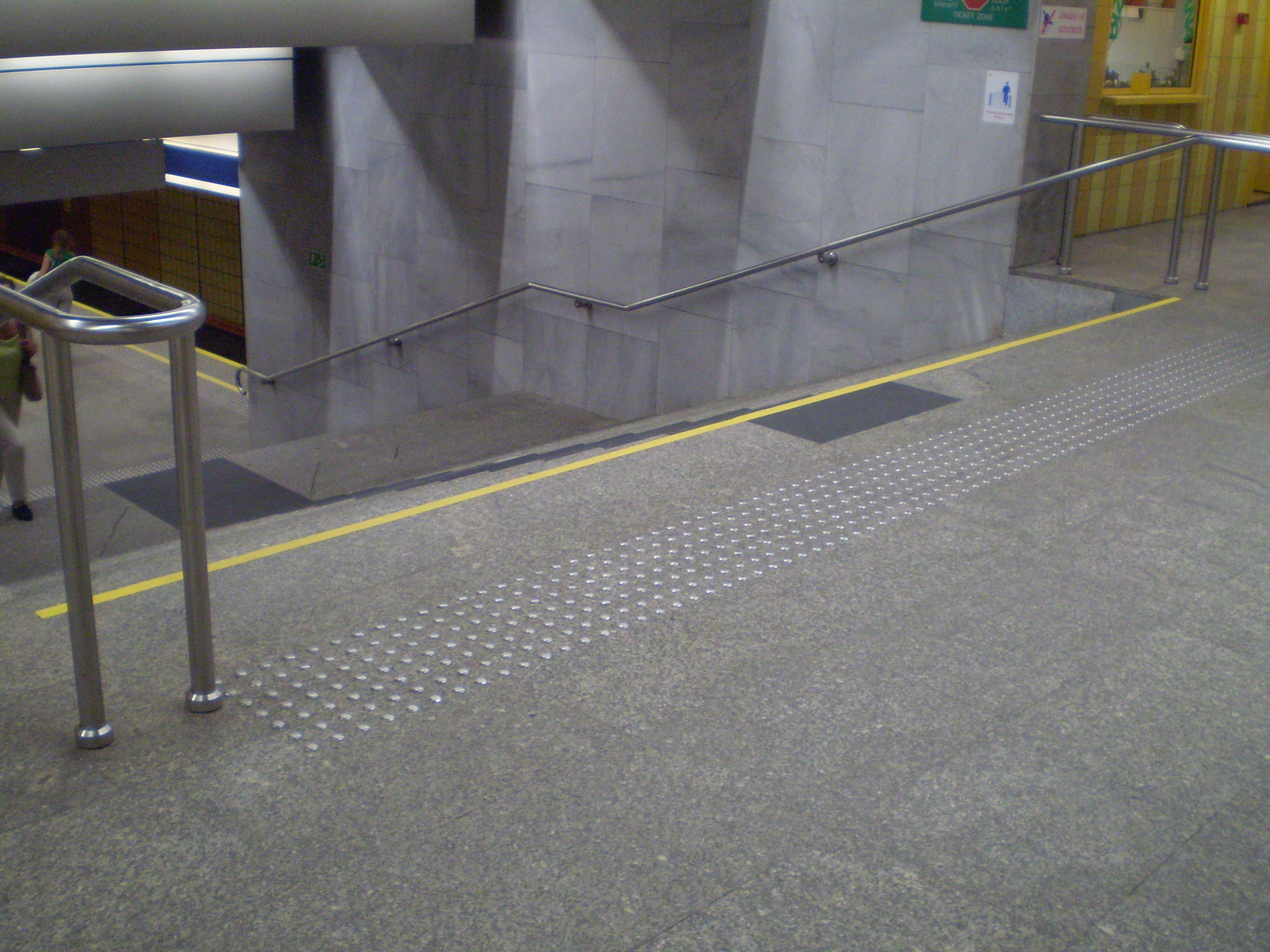
Blocco tattile in metallo in prossimità di una rampa di scale nella stazione Stokłosy della metropolitana di Varsavia